# Davide Van De Sfroos
Davide Van De Sfroos (nom de scène de Davide Bernasconi, né à Monza le 11 mai 1965) est un artiste dialectal, auteur-compositeur -interprète, guitariste et écrivain italien.

## Biographie
Davide Bernasconi est né à Monza le 11 mai 1965 et a grandi à Mezzegra, un petit village sur le lac de Côme.
Vers le milieu des années 1980, il fait ses premières expériences musicales dans un groupe d'inspiration punk appelé « Potage ». Après quelques années d'expérience en soliste, il fonde en 1990 le groupe « De Sfroos » et commence à écrire ses premiers textes publiés aux éditions Ciulandàri et Viif.
En 1995, De Sfroos sort l'album Manicomi, qui contient quelques-unes des chansons les plus représentatives comme, entre autres La Curiera. Le groupe est dissout en 1998.
Davide revient sur la scène musicale avec le « Van de Sfroos Band ». En 1999, il publie l'album Breva & Tivan. La critique lui attribue le prix Tenco du Meilleur auteur émergent.
En 1997 il publie un recueil de poèmes intitulé Perdonato dalle lucertole et en 2000 Capitan Slaff, un conte de fées se déroulant sur le lac de Côme, présenté aussi au théâtre ; en 2003 le livre Le parole sognate dai pesci et en novembre le roman Il mio nome è Herbert Fanucci.
En 2002, la critique lui remet le prix Tenco pour le meilleur album en dialecte …E semm partii.
En 2005 sort l'album Akuaduulza qui donne lieu à la tournée Akuaduulza qui se produit dans les plus importants festivals européens.
Il se produit au Marriot Hall Center à New York et au French Quarter Festival à La Nouvelle-Orléans et fin 2006 sort son premier DVD live Ventanas - Suoni Luoghi Estate 2006.
Au Festival de Sanremo de 2011, Gianni Morandi invite Davide Van De Sfroos à participer avec sa chanson en dialecte Yanez.

## Discographie partielle

### Soliste
Album studio
- 1999 : Brèva e Tivàn
- 2001 : ...e semm partii
- 2005 : Akuaduulza
- 2008 : Pica!
- 2011 : Yanez
- 2014 : Goga e Magoga
- 2015 : Synfuniia

Album live
- 2003 : Laiv
- 2009 : 40 pass (4 CD live + 2 DVD)

Compil
- 2011 : Best of 1999-2011

Extended play
- 1999 : Per una poma

Singles
- 2011 : Yanez
- 2012 : El Carnevaal de Schignan
- 2017 : Padre Mazinga

### Avec De Sfroos
Album studio
- 1992 : Ciulandàri!
- 1995 : Manicomi

Album live
- 1994 : Viif

## Publications
- 1997 : Perdonato dalle lucertole
- 2000 : Capitan Slaff
- 2003 : Le parole sognate dai pesci
- 2005 : Il mio nome è Herbert Fanucci
- 2014 : Itinerari Terra & Acqua - Como
- 2015 : Itinerari Terra & Acqua - Lecco
- 2015 : Itinerari Terra & Acqua - Varese
- 2015 : Itinerari Terra & Acqua - Monza e Brianza
- 2018 : Ladri di foglie
- 2019 : Taccuino d'ombre